# Rzeplin (województwo podkarpackie)
Rzeplin – wieś w Polsce, położona w województwie podkarpackim, w powiecie jarosławskim, w gminie Pruchnik.
W latach 1975–1998 miejscowość położona była w województwie przemyskim.

## Części wsi
| SIMC    | Nazwa      | Rodzaj    |
| ------- | ---------- | --------- |
| 0608523 | Dół        | część wsi |
| 0608530 | Góra       | część wsi |
| 0608546 | Grabownica | część wsi |
| 0608552 | Karczunek  | część wsi |
| 0608569 | Na Lesie   | część wsi |
| 0608575 | Za Rzeką   | część wsi |

## Osoby związane z miejscowością
- bp Edward Białogłowski – biskup pomocniczy przemyski (1988–1992), biskup pomocniczy rzeszowski (od 1992)[6].
- Jan Kusiewicz – śpiewak operowy[7].